# Amolops archotaphus
Amolops archotaphus, é uma espécie de anfíbio da família Ranidae. Seu nome tem origem na montanha Doi Inthanon (a mais alta da Tailândia), e pode ser encontrado no Laos, na Tailândia e, possivelmente, no Vietnã.
Seus habitats naturais são: Floresta tropical e subtropical húmida de baixa altitude ou rios.
São ameaçados pela degradação e destruição do seu habitat, principalmente na agricultura, desenvolvimento de infraestruturas e poluição da água.
Até 1997 era considerada uma espécie críptica dentro do complexo de espécies Odorrana livida. Em 2008 foi movida para os Amolops.